# Бюзет-сюр-Тарн
Бюзе́т-сюр-Тарн (фр. Buzet-sur-Tarn, окс. Buset de Tarn) — коммуна во Франции, находится в регионе Юг — Пиренеи. Департамент — Верхняя Гаронна. Входит в состав кантона Монтастрюк-ла-Консейер. Округ коммуны — Тулуза.
Код INSEE коммуны — 31094.

## География
Коммуна расположена приблизительно в 570 км к югу от Парижа, в 25 км к северо-востоку от Тулузы.
На северо-востоке коммуны протекает река Тарн.

## Климат
Климат умеренно-океанический. Зима мягкая и снежная, весна характеризуется сильными дождями и грозами, лето сухое и жаркое, осень солнечная. Преобладают сильные юго-восточные и северо-западные ветры.

## Население
Население коммуны на 2010 год составляло 2351 человек.
| 1962 | 1968 | 1975 | 1982 | 1990 | 1999 | 2010 |
| ---- | ---- | ---- | ---- | ---- | ---- | ---- |
| 877  | 945  | 1060 | 1278 | 1281 | 1411 | 2351 |

## Администрация
| Период | Период | Фамилия        | Партия       | Примечания |
| ------ | ------ | -------------- | ------------ | ---------- |
| 2003   | 2014   | Жан-Клод Карри | беспартийный | фермер     |
| 2014   | 2020   | Жиль Жовьядо   | Разные левые |            |

## Экономика
В 2010 году среди 1458 человек трудоспособного возраста (15—64 лет) 1137 были экономически активными, 321 — неактивными (показатель активности — 78,0 %, в 1999 году было 70,1 %). Из 1137 активных жителей работали 1072 человека (564 мужчины и 508 женщин), безработных было 65 (24 мужчины и 41 женщина). Среди 321 неактивных 87 человек были учениками или студентами, 139 — пенсионерами, 95 были неактивными по другим причинам.

## Достопримечательности
- Церковь Св. Мартина. Исторический памятник с 1926 года[4]

## Фотогалерея

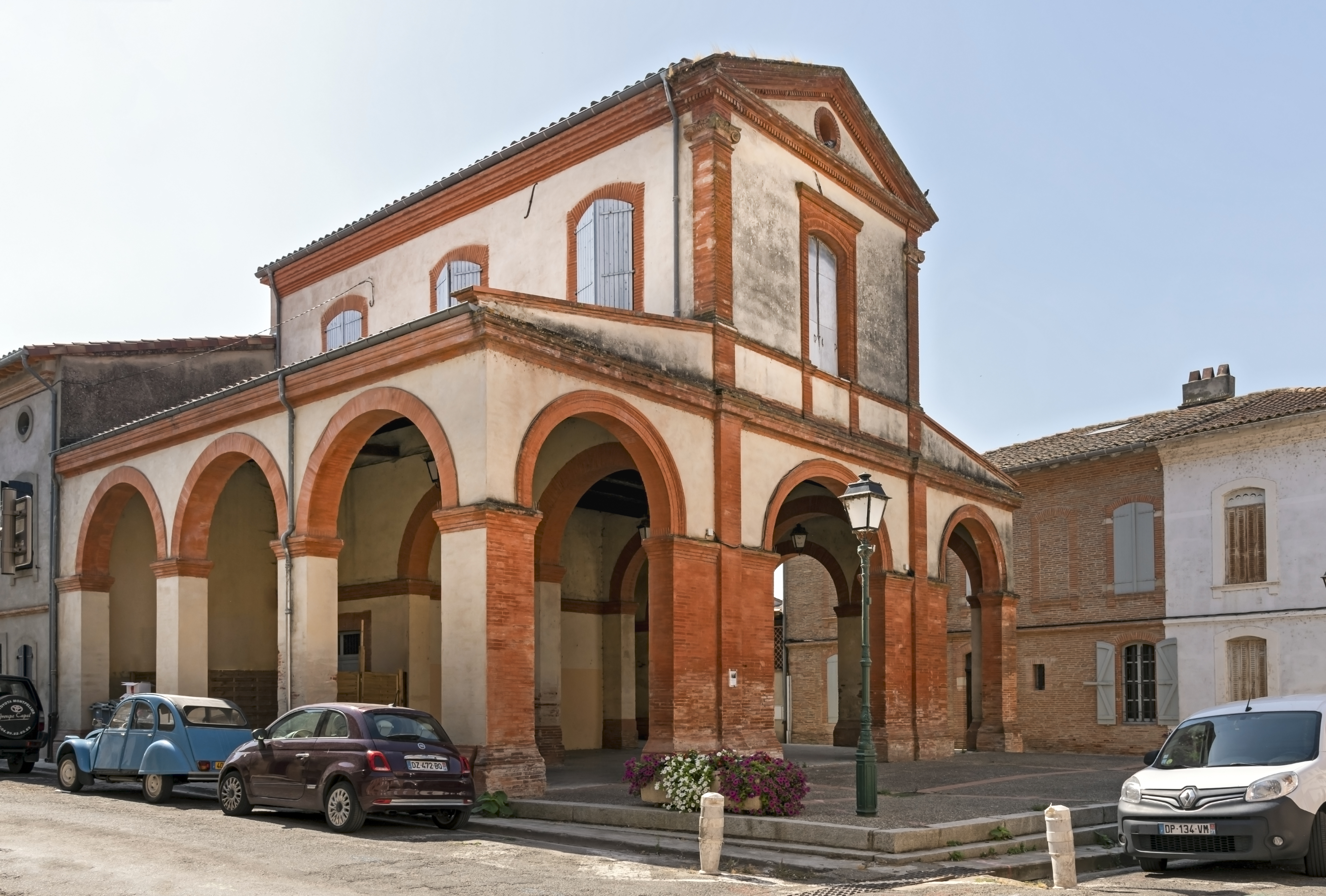
Ратуша
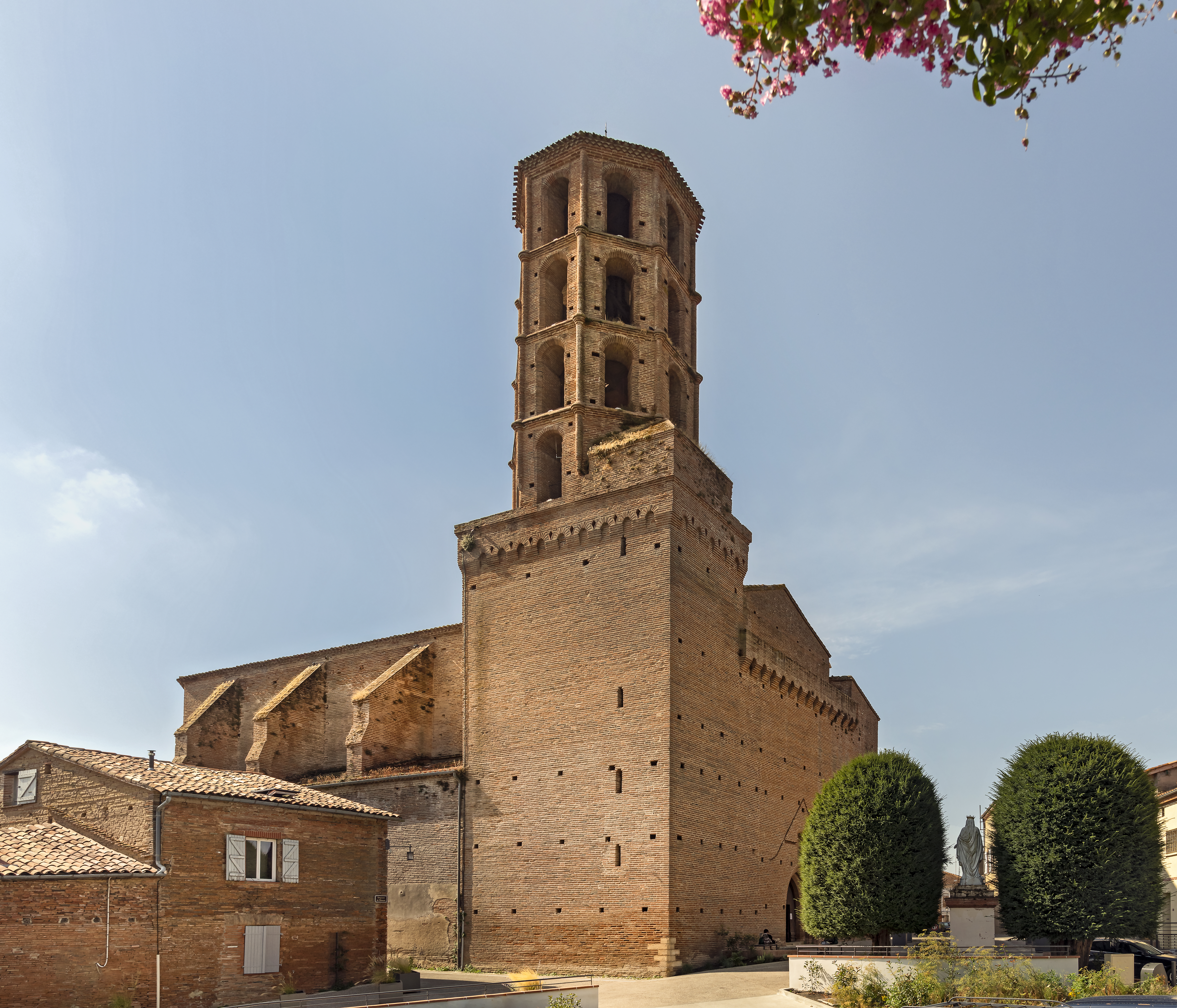
Церковь Св. Мартина
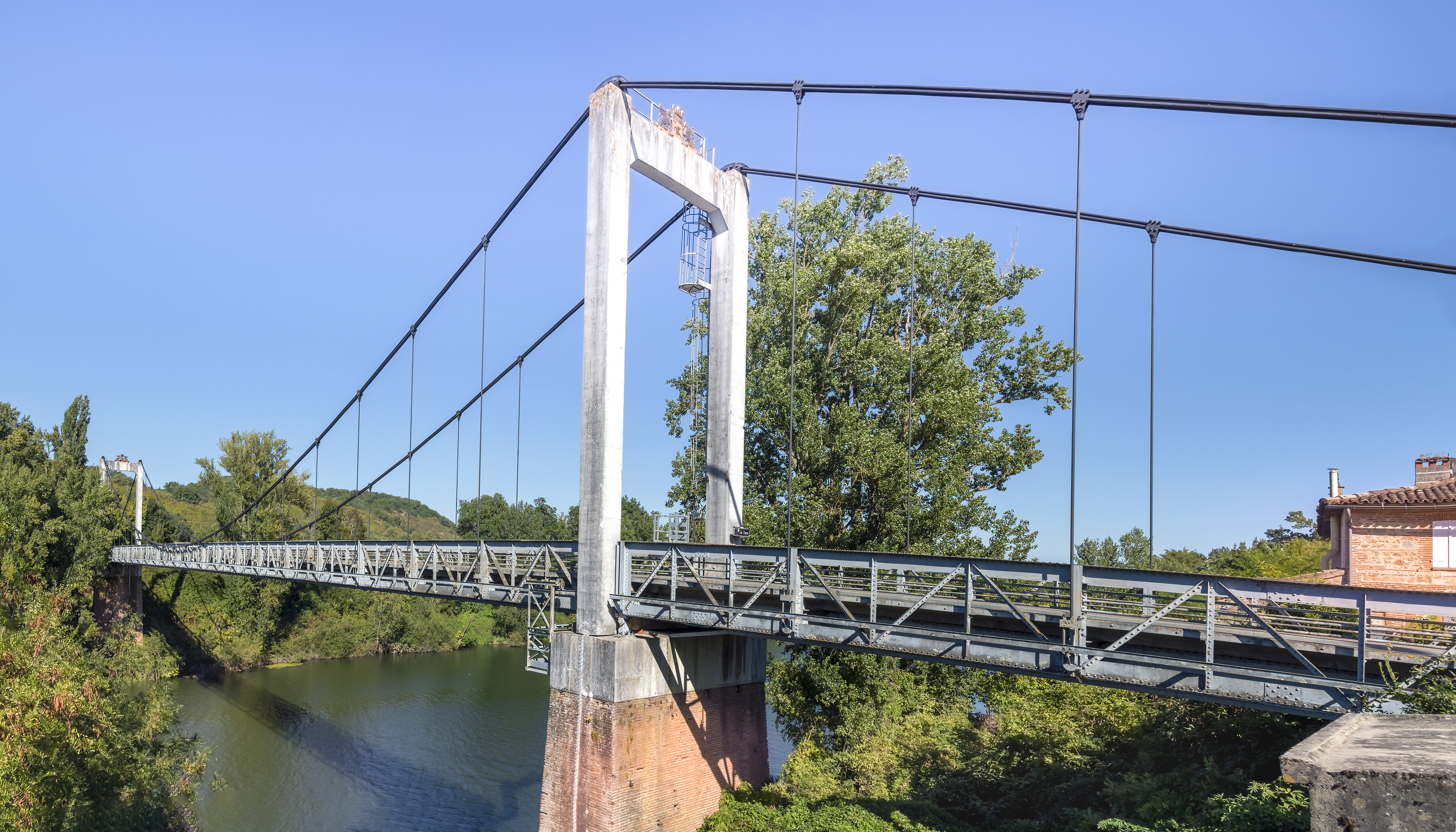
Мост через реку Тарн
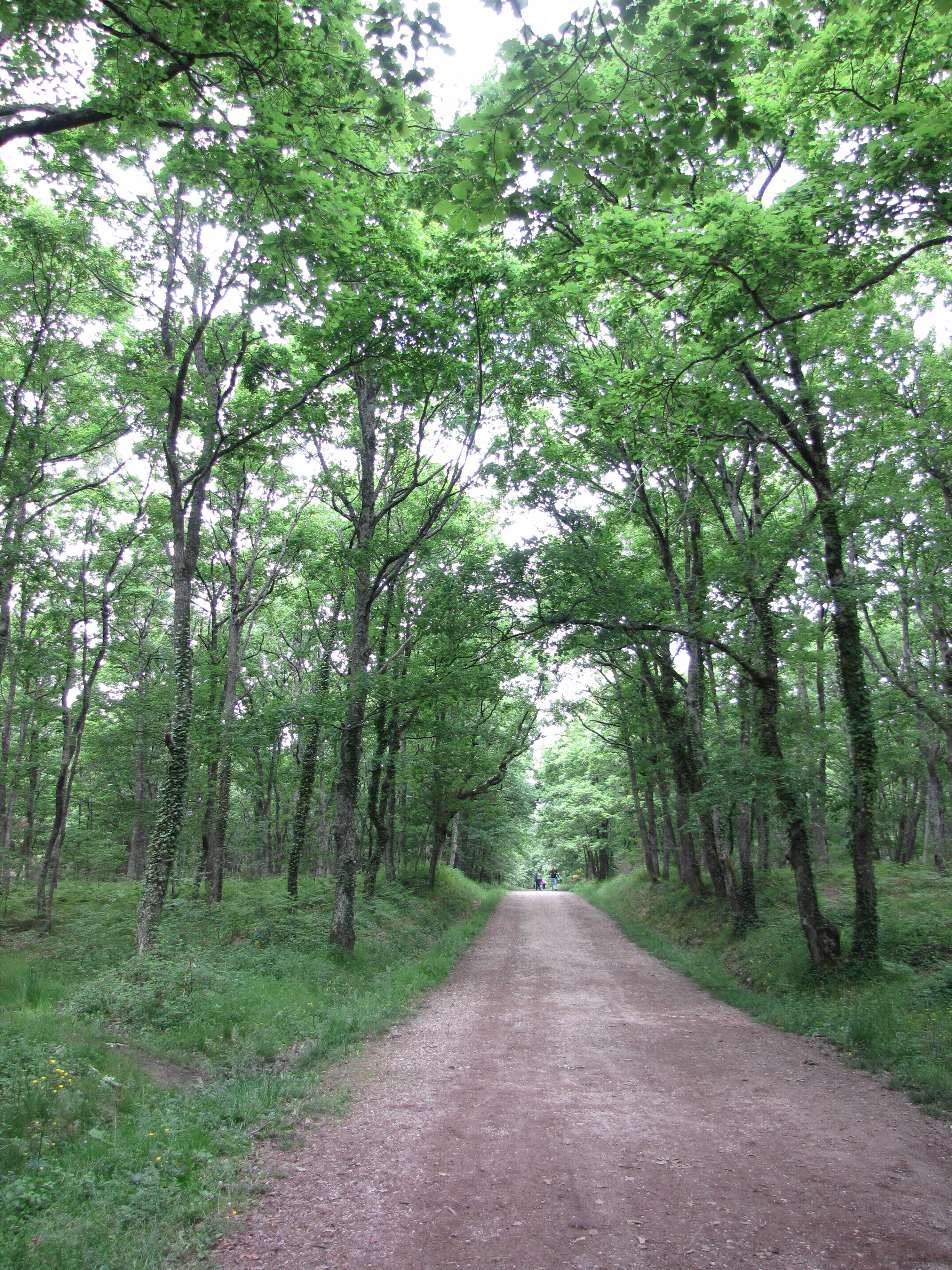
Лес Бюзет[фр.]
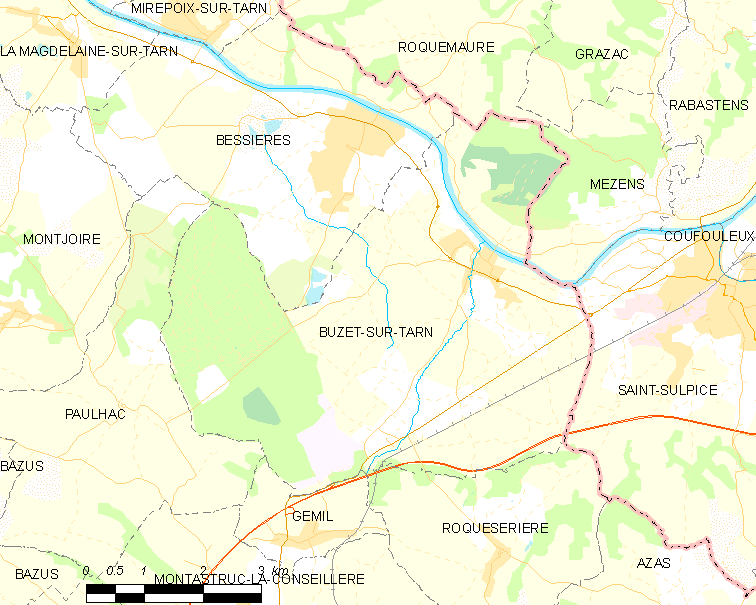
Карта коммуны